# Naturkraft
Naturkraft er en oplevelsespark, der beskæftiger sig med den vestjyske natur og naturens sammenhænge. Naturkraft formidler oplevelser med natur, klima og bæredygtighed, som fællesnævner. Det åbnede den 12. juni 2020 umiddelbart nordvest for Ringkøbing. Det har et areal på 45 hektar med en oplevelsespark på 5 hektar.
Parken er delt i 8 sektioner svarende til forskellige Vestjyske naturtyper m.v.. Der er også nogle forskellige ting man kan prøve (trækfærge, vindtunnel, kabelbane m.v.) og nogle forskellige aktiviteter (kaldet "ekspeditioner") man kan deltage i. De 8 sektioner er:
1. Egekrat
2. Skovhave
3. Marskland
4. Fyrreskov
5. Klit - bl.a. med en lille bølgemaskine der demonstrerer betydning af revlehuller og hvorfor de er farlige
6. Våd og tør eng
7. Lynghede
8. Karbonskov (ikke en nuværende dansk naturtype, men træer og andre planter som fandtes i Danmark i Pliocæn og Eocæn hvor brunkullene blev dannet)

Parken havde oprindeligt et mål om at nå et niveau på omkring 280.000 gæster årligt, men i 2023 havde man blot 45.000, hvilket dog ifølge direktøren var forventeligt.

## Ledelse
Peter Sand var direktør under parkens opførelse og åbning, men stoppede i foråret 2022.
I 2022 overgik ledelsen af Naturkraft til Ringkøbing-Skjern Museum, og Mette Bjerrum Jensen er daglig leder. 